# 軟毛鼠屬
軟毛鼠屬（学名：Myomyscus）为哺乳綱、囓齒目、鼠科的一屬哺乳动物。而與軟毛鼠屬（肯尼亞軟毛鼠）同科的動物尚有短尾水鼠屬（短尾水鼠）、地鼠屬（布恩地鼠）、非洲溝齒鼠屬（非洲溝齒鼠）、小家鼠屬（臺灣小家鼠）等之數種哺乳動物。

## 下属物种
本属包括以下物种：
- 安哥拉软毛鼠 Myomyscus angolensis (Bocage, 1890)
- Myomyscus brockmani (Thomas, 1908)
- Myomyscus verreauxii (A.Smith, 1834)
- Myomyscus yemeni (Sanborn & Hoogstraal, 1953)